# اس-ال‌سی‌دی
اس-ال‌سی‌دی (انگلیسی: S-LCD) شرکت صنایع الکترونیک کره‌ای است، که در سال ۲۰۰۴ توسط شرکت سامسونگ الکترونیک تأسیس شد.